# Бајч
Бајч (слч. Bajč, мађ. Bajcs) насељено је мјесто са административним статусом сеоске општине (слч. obec) у округу Коморан, у Њитранском крају, Словачка Република.

## Становништво
| Година:    | 1994. | 2004.   | 2014.   | 2024.   |
| ---------- | ----- | ------- | ------- | ------- |
| Број људи: | 1246  | 1252    | 1253    | 1266    |
| Разлика:   |       | +0,48 % | +0,07 % | +1,03 % |

| Година:    | 2023. | 2024.   |
| ---------- | ----- | ------- |
| Број људи: | 1262  | 1266    |
| Разлика:   |       | +0,31 % |

Према подацима о броју становника из 2011. године насеље је имало 1.249 становника.